# Château de Sabarda
Le château de Sabarda est un ancien château situé sur la commune de Fenouillet, dans les Pyrénées-Orientales.

## Localisation
Le château de Sabarda, situé au Sud du hameau de la Vilasse, servait à la défense de la cité de Fenouillet. Positionné sur un piton rocheux et faisant face au château vicomtal Saint-Pierre, il complétait pour cette tâche le château de Castel-fizel, plus loin dans la vallée (à Caudiès-de-Fenouillèdes)[réf. souhaitée]. 

## Historique
Il est cité entre 1109 et 1117, dans un document d'archives, sous le nom de Rocha Samardana. L'édifice actuel, en ruines, correspond à la reconstruction du château entreprise vers la fin du XIIIe siècle, sur ordre du roi de France ou du roi d'Aragon, après la croisade des albigeois. L'administration royale y installe alors une petite garnison, qui tiendra la place jusqu'au XVIe siècle, lorsque la bâtisse est abandonnée.
Lors de la restauration du château vicomtal Saint-Pierre, le château de Sabarda bénéficie lui-aussi d'un programme de restauration. Il est aujourd'hui librement accessible et offre un panorama grandiose sur Fenouillet, le château vicomtal Saint-Pierre, et même le pech de Bugarach au loin.

## Description
Le château de Sabarda est inscrit au titre de monument historique par arrêté du 27 octobre 2015, au même titre que l'ancienne église Saint-André.

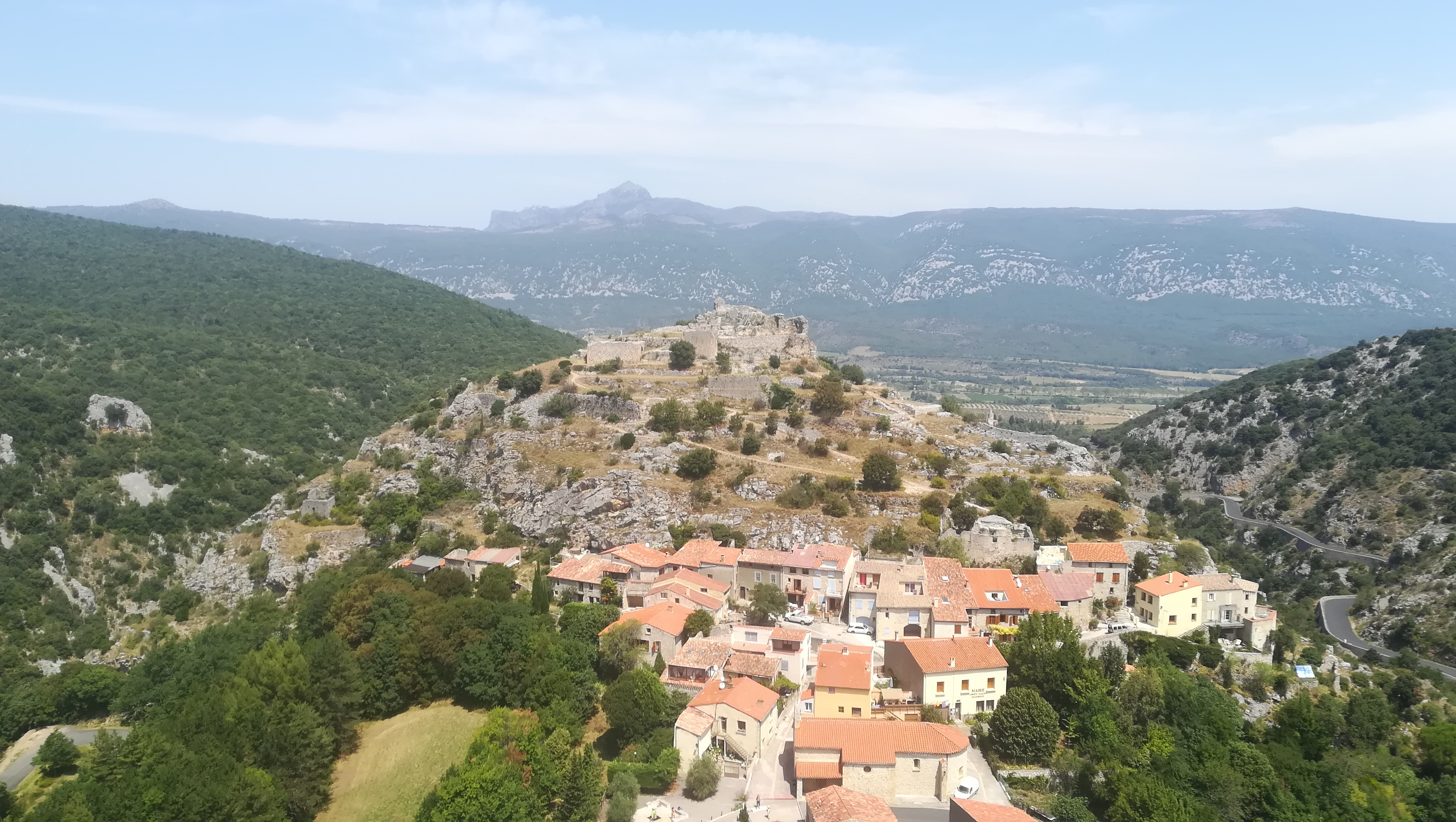
Vue de Fenouillet et du château Saint-Pierre depuis Sabarda.
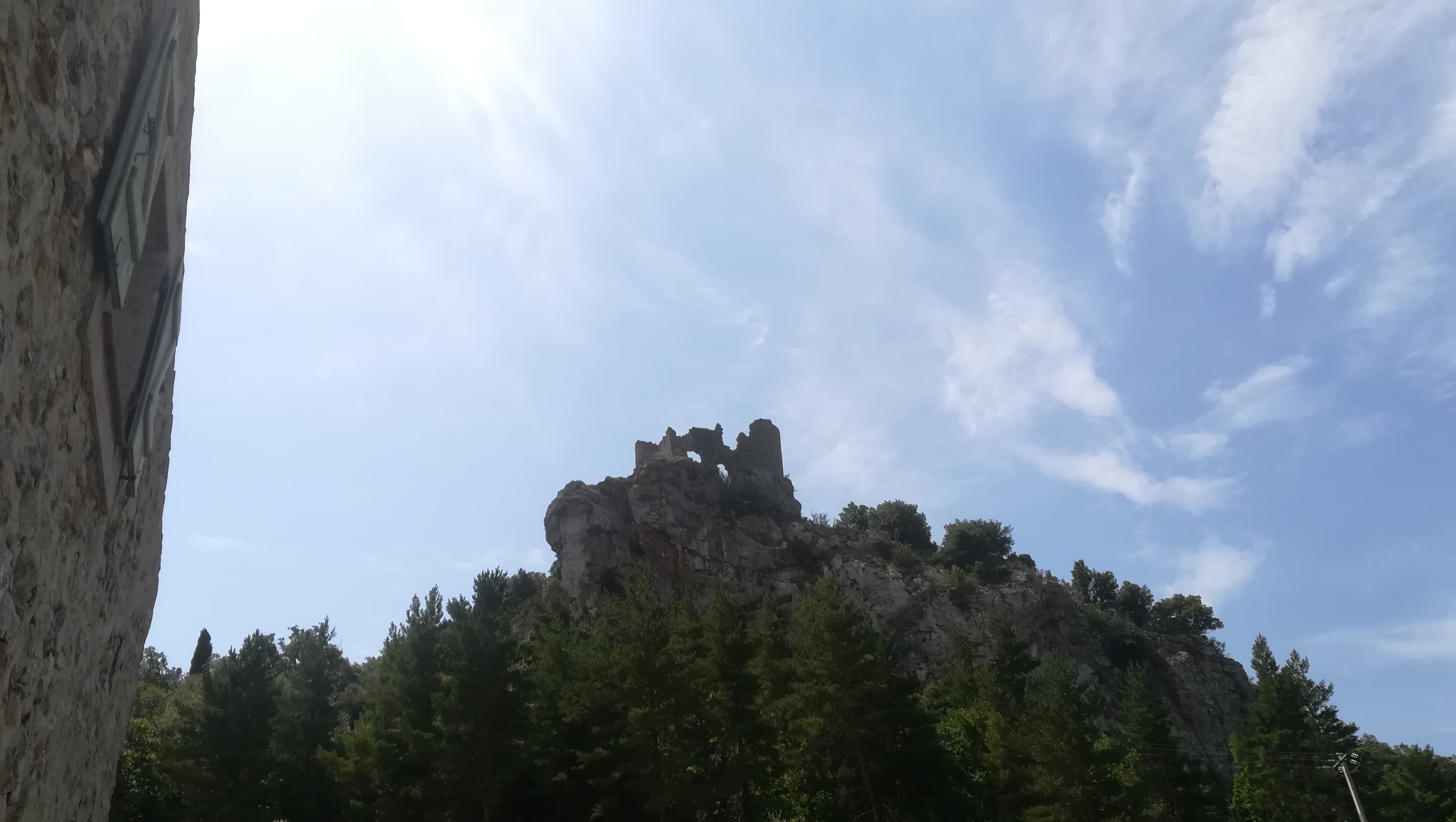
Le château sur son piton.
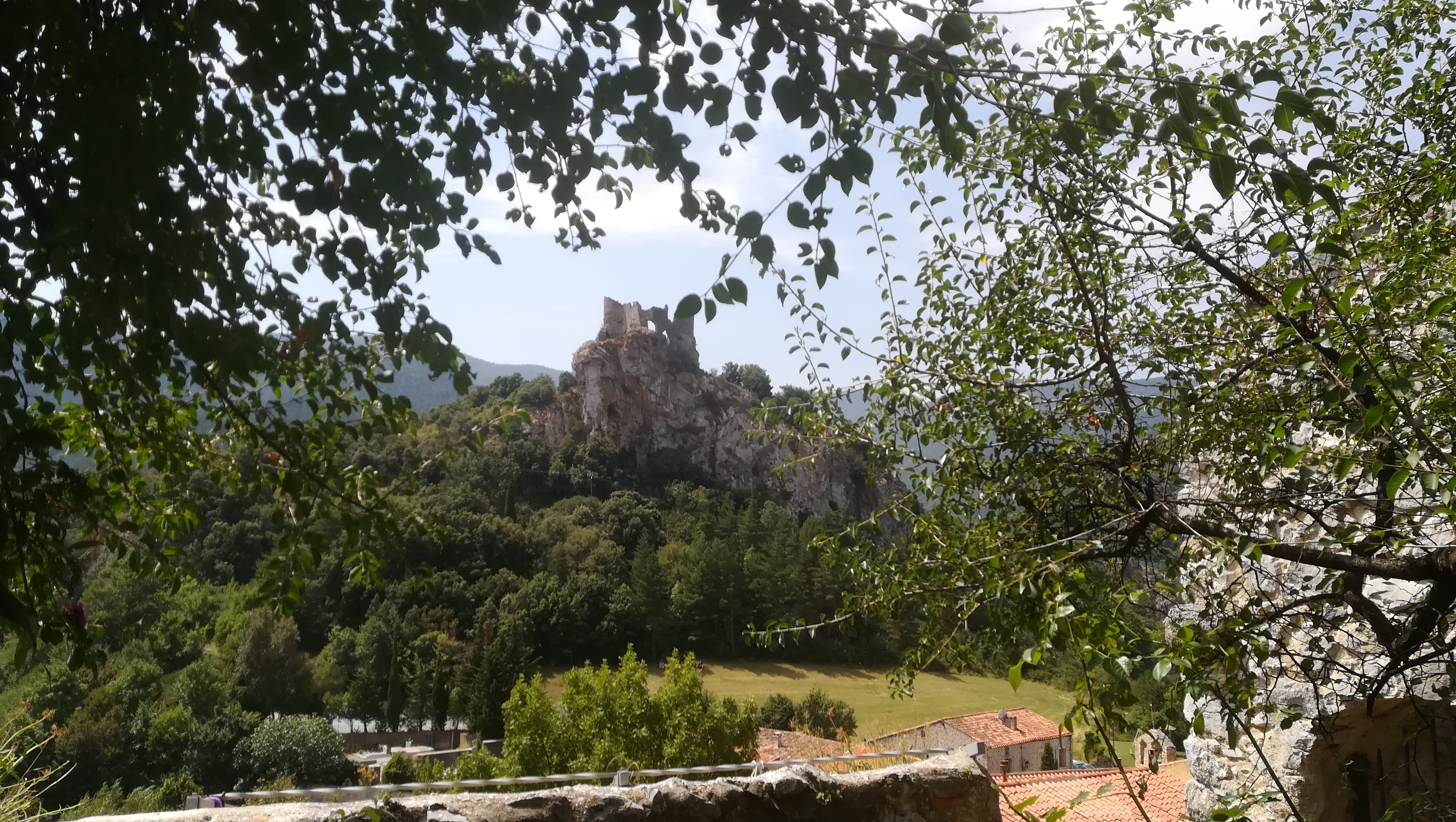
Vue d'ensemble.
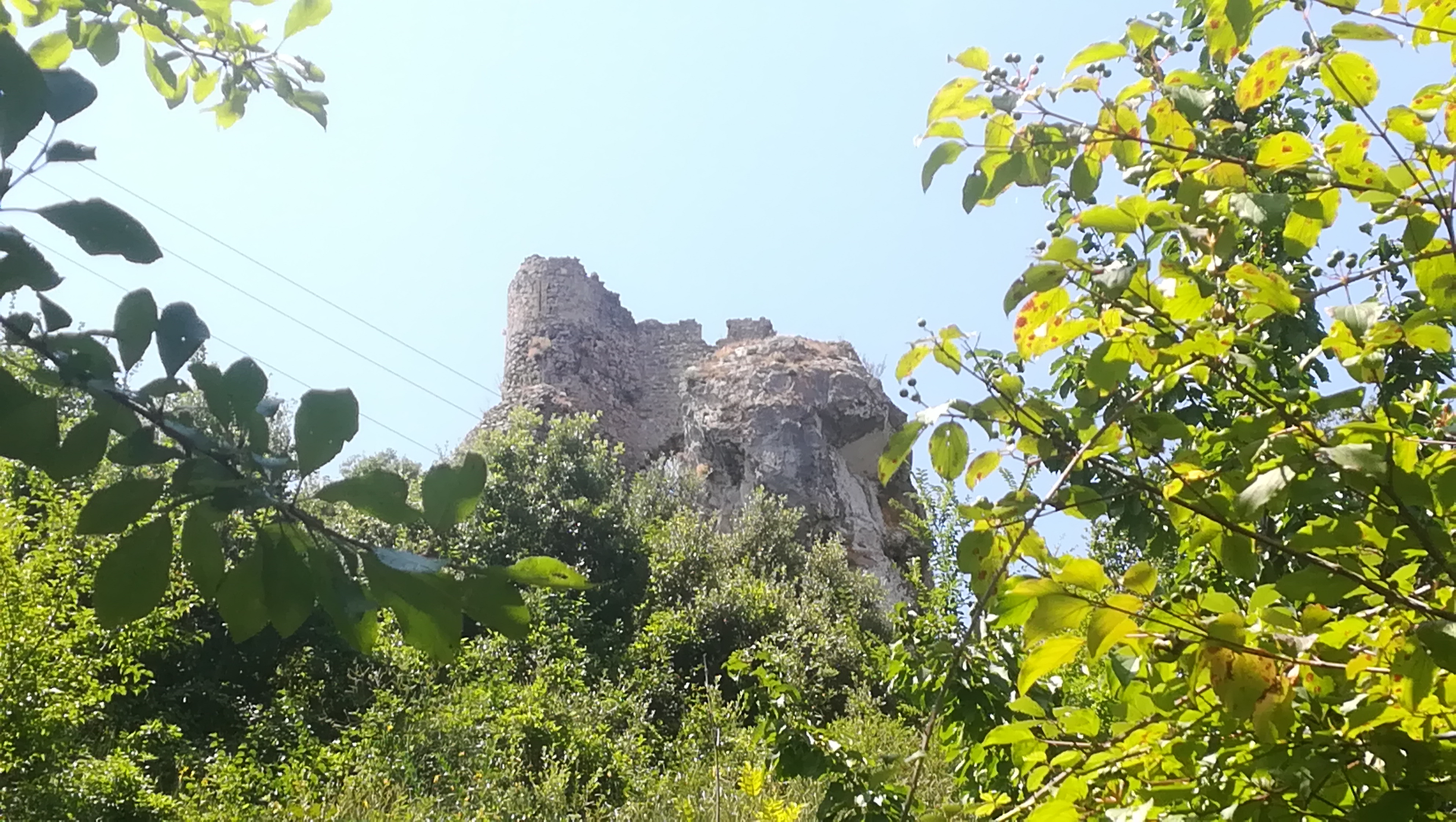
Vue en contre-plongée.
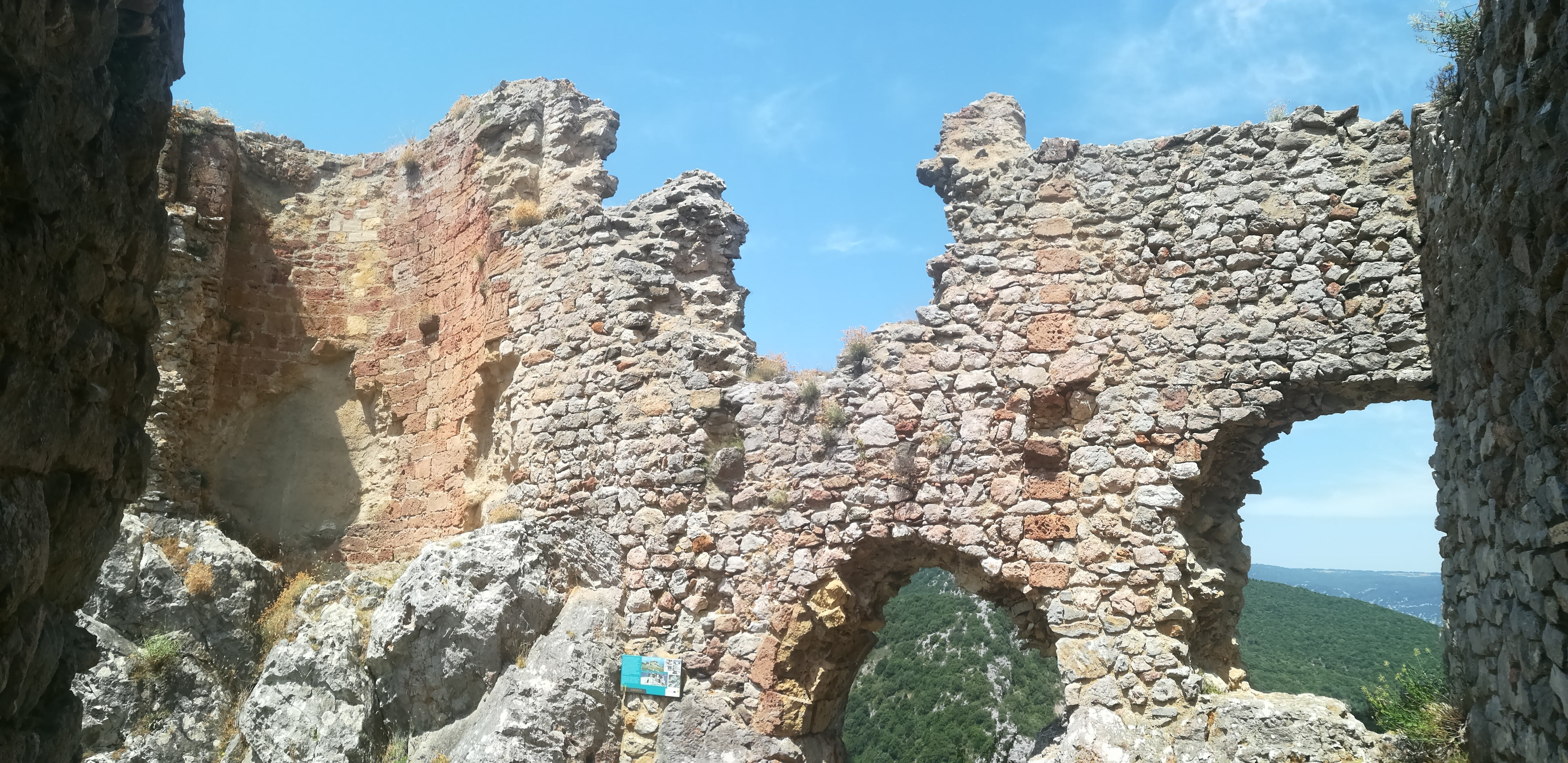
L'intérieur des ruines.
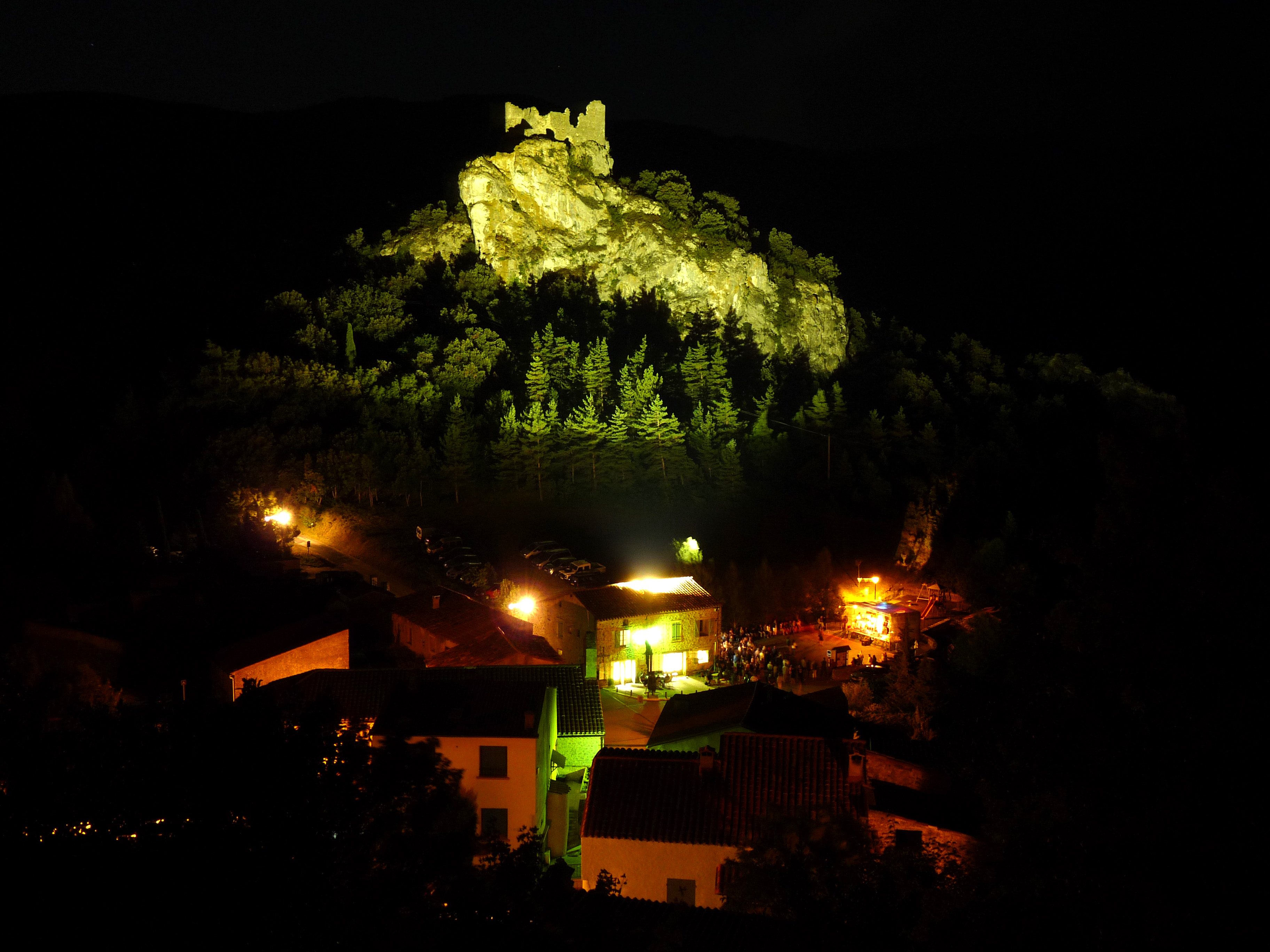
Vue de nuit.